# David Percy
David S. Percy, nacido y educado en Londres, es un productor de televisión y experto en tecnologías audiovisuales, miembro de la Sociedad Fotográfica Real Británica (Royal Photographic Society) y Vicepresidente de la Finchley Cinévideo Society. Ha sido el autor de programas documentales en radio y televisión.
Nominado por la Asociación Británica de Filmes Científicos e Industriales como el camarógrafo de 1986.
Percy se hizo famoso debido a su controvertido documental ¿Qué sucedió en la Luna? (What happened on the Moon?) donde pone en duda la autenticidad de las fotografías de los alunizajes del Programa Apolo y la capacidad de la NASA para realizar una misión tripulada a la Luna.